# Estenose
Estenose (do grego στένωσις, "estreitamento"/"compressão" /stəˈnoʊsᵻs/) é um estreitamento anormal de um vaso sanguíneo, outro órgão ou estrutura tubular do corpo, como forames e canais. Também é por vezes chamada de estritura (como na estenose uretral).
As estenoses do tipo vascular são frequentemente associadas com ruídos resultantes do fluxo sanguíneo no vaso sanguíneo estreitado. Tal ruído pode ser audível por um estetoscópio.
A estenose também pode ocorrer em órgãos do corpo, como na vagina (estenose vaginal), em virtude de um trauma acidental ou por falta de manutenção desta (pouca dilatação mecânica com dilatadores vaginais) durante o período pós-cirúrgico em uma vaginoplastia. Em casos graves, pode ocorrer seu fechamento total, ocasionando a perda do órgão.